# Oelwein
Oelwein ist die größte Ortschaft (mit dem Status „City“) im Fayette County im US-amerikanischen Bundesstaat Iowa. Das U.S. Census Bureau hat bei der Volkszählung 2020 eine Einwohnerzahl von 5.920 ermittelt.

## Geografie
Oelwein liegt im mittleren Nordosten Iowas am Otter Creek, der über den Wapsipinicon River zum Stromgebiet des Mississippi gehört. Dieser bildet rund 80 km östlich die Grenze Iowas zu Wisconsin und Illinois.
Die geografischen Koordinaten von Oelwein sind 42°40′24″ nördlicher Breite und 91°54′49″ westlicher Länge. Die Stadt erstreckt sich über eine Fläche von 12,59 km² und ist der Hauptort der Jefferson Township.
Nachbarorte von Oelwein sind Maynard (12,8 km nordnordöstlich), Arlington (26,7 km ostnordöstlich), Stanley (12,1 km südöstlich), Hazleton (6,9 km südlich), Fairbank (15,3 km westsüdwestlich) und Westgate (16,9 km nordwestlich).
Die nächstgelegenen größeren Städte sind Wisconsins Hauptstadt Madison (253 km ostnordöstlich), Dubuque an der Schnittstelle der Staaten Iowa, Wisconsin und Illinois (119 km östlich), die Quad Cities in Iowa und Illinois (214 km südöstlich), Cedar Rapids (87,1 km südsüdöstlich), Waterloo (56,4 km südwestlich), Iowas Hauptstadt Des Moines (241 km in der gleichen Richtung) und Rochester in Minnesota (195 km nordnordwestlich).

## Verkehr
Der Iowa State Highway 150 führt in Nord-Süd-Richtung als Hauptstraße durch Oelwein und trifft im Stadtzentrum auf den Iowa State Highway 3. Alle weiteren Straßen sind untergeordnete Landstraßen, teils unbefestigte Fahrwege sowie innerörtliche Verbindungsstraßen.
Mit dem Oelwein Municipal Airport befindet sich 5,8 km westlich der Stadt ein kleiner Flugplatz. Der nächstgelegene Verkehrsflughafen ist der 56,2 km westsüdwestlich gelegene Waterloo Regional Airport, von wo aus durch Zubringerflüge mehrerer Fluggesellschaften Anschluss an die Großflughäfen Chicago O’Hare und Minneapolis-Saint Paul hergestellt wird.

## Geschichte
Die Anfänge der Stadt gehen auf die damalige Burlington, Cedar Rapids and Northern Railroad zurück, während deren Bau hier von dem aus Deutschland stammenden Gustav A. Oelwein Land zur Anlage einer Siedlung erworben wurde. Ein Jahr später wurde mit der planmäßigen Anlage der Stadt begonnen. Im Jahr 1888 wurde die Siedlung als Town of Oelwein inkorporiert.
Die Stadt entwickelte sich zu einem Eisenbahnknotenpunkt der damaligen Chicago Great Western Railroad, was zu der Bezeichnung Hub City führte. Um die Jahrhundertwende entstand ein Reparaturwerk der Eisenbahn.
Im Jahr 1897 wurde die Stadt zur City of Oelwein erhoben.
Im Verlauf der 1980er Jahre wurden die meisten Eisenbahnstrecken stillgelegt. Einzig die Firma Transco Railway Products unterhält in Oelwein ein Reparaturwerk mit ca. 70 Beschäftigten.
Im Eisenbahnmuseum ist die Geschichte Oelweins als Eisenbahnstadt umfangreich dargestellt.

## Bevölkerung
Nach der Volkszählung im Jahr 2010 lebten in Oelwein 6415 Menschen in 2763 Haushalten. Die Bevölkerungsdichte betrug 509,5 Einwohner pro Quadratkilometer. In den 2763 Haushalten lebten statistisch je 2,26 Personen.
Ethnisch betrachtet setzte sich die Bevölkerung zusammen aus 96,1 Prozent Weißen, 0,9 Prozent Afroamerikanern, 0,1 Prozent amerikanischen Ureinwohnern, 0,6 Prozent Asiaten, 0,1 Prozent Polynesiern sowie 0,6 Prozent aus anderen ethnischen Gruppen; 1,6 Prozent stammten von zwei oder mehr Ethnien ab. Unabhängig von der ethnischen Zugehörigkeit waren 2,9 Prozent der Bevölkerung spanischer oder lateinamerikanischer Abstammung.
23,1 Prozent der Bevölkerung waren unter 18 Jahre alt, 55,7 Prozent waren zwischen 18 und 64 und 21,2 Prozent waren 65 Jahre oder älter. 52,4 Prozent der Bevölkerung waren weiblich.
Das mittlere jährliche Einkommen eines Haushalts lag bei 37.377 USD. Das Pro-Kopf-Einkommen betrug 21.748 USD. 15,2 Prozent der Einwohner lebten unterhalb der Armutsgrenze.

## Bekannte Bewohner
- Walter Percy Chrysler, Jr. (1909–1988) – Unternehmer und Kunstsammler – geboren in Oelwein
- Ray Hanken (1911–1980) – American-Football-Spieler und -Trainer – geboren und aufgewachsen in Oelwein
- John Francis Kinney (1937–2019) – Bischof von Saint Cloud – geboren in Oelwein
- Dick Wagner (1942–2014) – Gitarrist und Songwriter